# (467217) 2016 ER158
(467217) 2016 ER158 es un asteroide perteneciente al cinturón de asteroides, descubierto el 5 de octubre de 2005 por el equipo Spacewatch desde el Observatorio Nacional de Kitt Peak (Arizona, Estados Unidos).